# Asako Omi
Asako Omi (尾身朝子, Omi Asako), née le 26 avril 1961, est une femme politique japonaise, représentant la préfecture de Gunma à la Chambre des représentants du Japon pour le parti libéral démocrate japonais. Elle est nommée au gouvernement Abe IV en 2019, en tant que Secrétaire parlementaire chargée des Affaires étrangères, ainsi que dans le gouvernement Kishida II, en tant que vice-ministre des Affaires intérieures et des Communications. 

## Jeunesse et carrière pré-électorale
Omi naît le 26 avril 1961 à Tokyo. Elle effectue des études de droit à l'université de Tokyo, et rejoint l'entreprise de télécommunications japonaise NTT Docomo dès l'obtention de son diplôme en 1986,. Elle quitte l'entreprise en 2002, pour rejoindre une entreprise de conseil en informatique et politique,.

## Carrière électorale

### Politique nationale
Asako Omi commence sa carrière politique lors des élections à la Chambre des conseillers du Japon de 2004 (en), où elle obtient l'investiture du Parti libéral-démocrate japonais pour la représentation proportionnelle. Elle n'obtient néanmoins pas de sièges à l'issue de cette élection. Elle se représente aux élections à la Chambre des conseillers du Japon de 2007 (en), toujours sans succès.
En 2014, elle obtient l'investiture du PLD lors des élections législatives japonaises de 2014, sur la liste proportionnelle. Elle est ainsi élue pour la première fois à la Diète japonaise. Elle se représente lors des élections législatives japonaises de 2017, et remporte l'élection avec 20 000 voix d'avance, et devient ainsi la représentante de la première circonscription de la préfecture de Gunma à la Diète. En 2021, elle se représente aux élections législatives. Sa circonscription est à l'origine d'un conflit interne au sein du parti, et l'investiture officielle du PLD revient à Yasutaka Nakasone (ja), malgré le soutien que lui a apporté l'ancien premier ministre Shinzo Abe. Elle est investie en tant que premier nom sur la liste proportionnelle, et est réélue,.

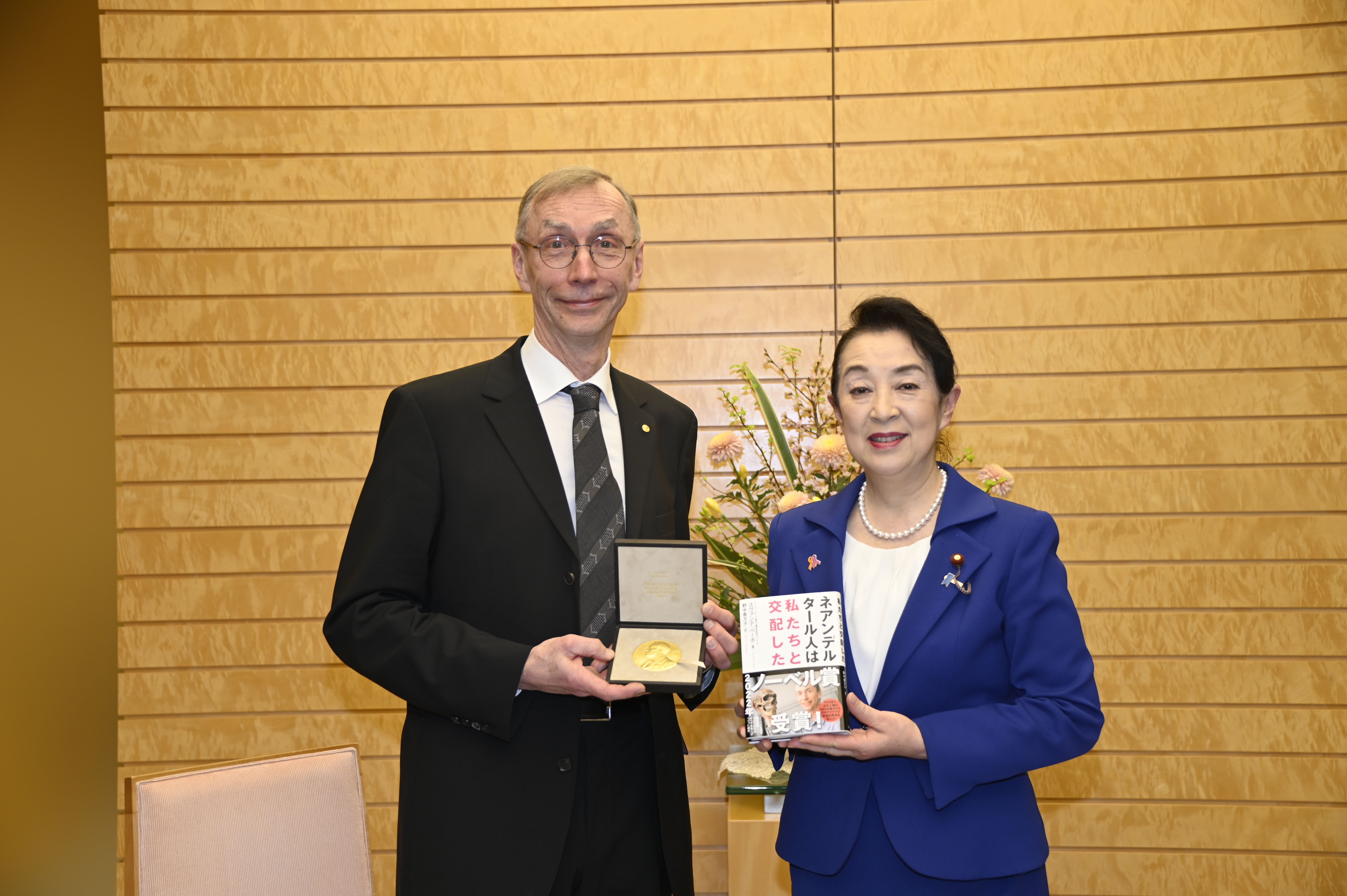
Svante Pääbo et Omi en 2023, lors d'une cérémonie à Tokyo.

Elle milite pour la redynamisation de sa circonscription, particulièrement touchée par la pandémie de Covid-19. 
En 2017, elle devient la directrice adjointe du bureau des femmes du parti libéral-démocrate. En août 2022, elle est nommée vice-ministre des Affaires intérieures et des Communications au sein du gouvernement Kishida II.
Éclaboussée par le scandale des caisses noires du Parti libéral-démocrate, elle n'est pas candidate à sa réélection lors des élections législatives de 2024.

### Politique internationale
Elle représente le Japon lors de plusieurs évènements internationaux, comme des cérémonies diplomatiques symbolisant l'amitié entre le Japon et le Paraguay, ou la célébration de l'indépendance du Chili.

## Prises de position
Asako Omi milite pour une meilleure inclusion des femmes au sein de son propre parti, et au sein de la politique japonaise en général. Elle interpelle le premier ministre Kishida à ce sujet, et propose la mise en place d'une parité totale lors des investitures des partis lors des élections législatives, prenant notamment la France en exemple.
Durant la pandémie de coronavirus au Japon, elle s'implique fortement dans le maintien des interactions sociales, dans le respect des mesures barrières, pour limiter l'isolation sociale et le phénomène hikikomori.
Elle fait la promotion et soutient les Abenomics, politique économique japonaise promue par le premier ministre Shinzō Abe. Elle estime également que l'énergie nucléaire est nécessaire à la contribution énergétique japonaise.

## Vie privée
Asako Omi est la fille du ministre des finances japonais Kōji Omi,. 